# Edwin Lutyens
Pour les articles homonymes, voir Lutyens.
Edwin Landseer Lutyens, né le 29 mars 1869 à Londres et mort le 1er janvier 1944 dans la même ville, est un architecte britannique connu pour son style architectural, adaptation de l'architecture traditionaliste aux besoins de son temps.

## Biographie

### Famille
Edwin Lutyens est le fils du capitaine Charles Henry Lutyens et de Mary Theresa, originaire de Killarney. Il est prénommé Edwin en l'honneur d'un ami de son père, le peintre et sculpteur, Sir Edwin Landseer. Edwin Landseer Lutyens est le père de la compositrice Elisabeth Lutyens, et le grand-père maternel de l'homme politique Nicholas Ridley. Il épouse Emily Bulwer-Lytton (1874–1964), fille d'Edward Bulwer-Lytton et Edith Bulwer-Lytton, le couple a cinq enfants.
Il devient ensuite le dernier compagnon de Victoria Sackville-West (en) (1862-1936), qui après avoir quitté son époux en 1919, s'installe avec lui à Brighton.

### Une carrière d'architecte

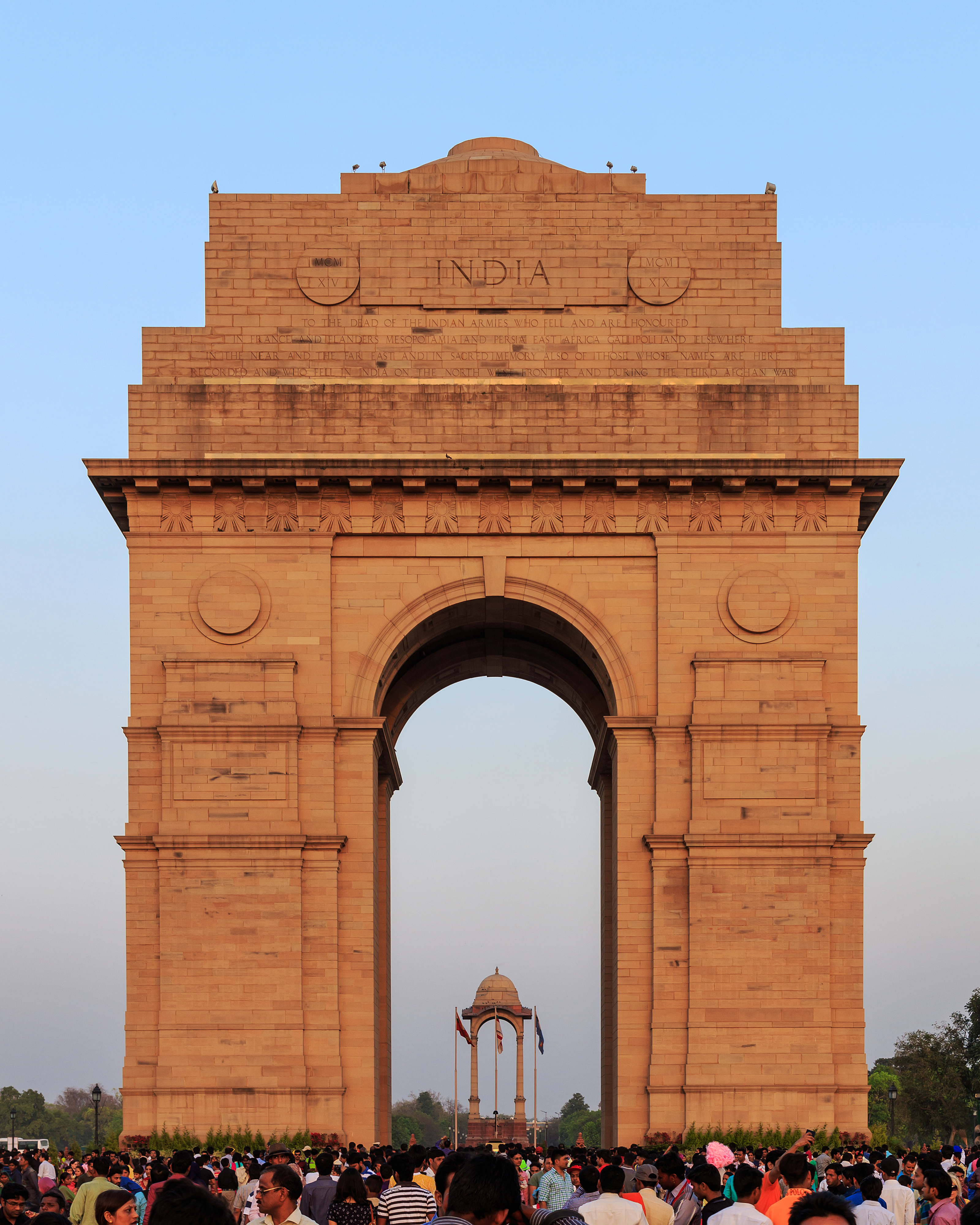
Porte de l'Inde dessinée par Edwin Lutyens.

Lutyens étudie l'architecture à South Kensington School of Art, de 1885 à 1887. Il travaille ensuite au bureau d'architecture de Ernest George (en) et Harold Ainsworth Peto, architectes renommés pour leur résidences secondaires. Il y rencontre Herbert Baker. Il ouvre son propre cabinet en 1889.
Il réalise de nombreuses demeures de campagne (comme Deanery Garden) et joua un rôle essentiel dans la planification de New Delhi (connu sous le nom de la « Delhi de Lutyens »)ainsi que dans le dessin de certains de ces édifices emblématiques.
Durant de nombreuses années, Lutyens travaille à Bloomsbury Square, à Londres. Il est parfois considéré comme le plus grand architecte britannique.
Son travail, influencé par Norman Shaw, William Morris et Philip Webb, l'amène à concevoir des demeures dans le style Arts and Crafts — il a notamment été Maître de l'Art Workers' Guild en 1933 — et néoclassique. En Angleterre, il est surtout connu pour ses demeures grandioses bâties à la campagne et pour la réalisation du Cénotaphe de Whitehall à Londres.
Il rencontre la paysagiste et horticultrice Gertrude Jekyll et en 1896, il commence à travailler sur un projet de maison pour Jekyll à Munstead Wood, Godalming, dans le Surrey; c'est le début d'une fructueuse collaboration sur de nombreuses constructions de Lutyens.
Raffinement rustique
À Lambay Castle, château réinventé par l'architecte au début du XXe siècle, se mêlent esprit chaleureux et rigoureuse simplicité, tradition et vie moderne. Un univers poétique et mystérieux.
En 1902, Maude Lorillard, richissime jeune américaine, épouse le très British Cecil Baraing (1864-1934), Baron Revelstoke (en). Par hasard et par petite annonce, ils trouvent Lambay, îlot de 240 hectares sur lequel se trouvent alors quelques cottages habités par des gardes-côtes, une chapelle, un château en ruine, son parc clos de murs et de somptueux paysages. Dans un premier temps ils font restaurer le château, en 1905, Maude invite l'architecte, dont la renommée croit alors au Royaume-Uni, à visiter les lieux.
Commence alors une longue collaboration à l'issue de laquelle les ruines de la forteresse, reconfigurées, deviennent une vraie maison de famille pour Cecil, Maude et leurs enfants.

### L'architecte de New Delhi

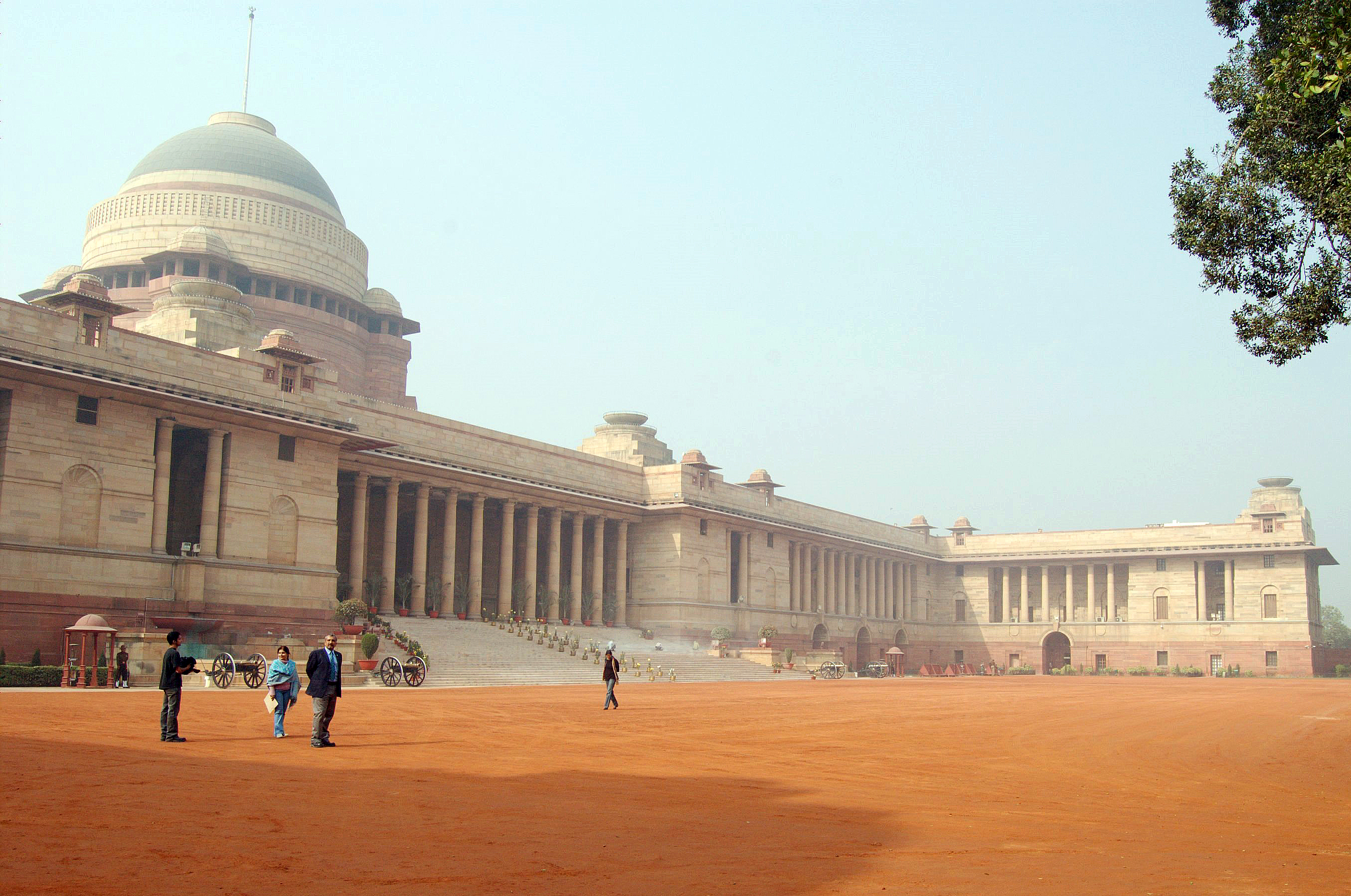
Le palais Rashtrapati Bhavan, aujourd’hui résidence du président indien.

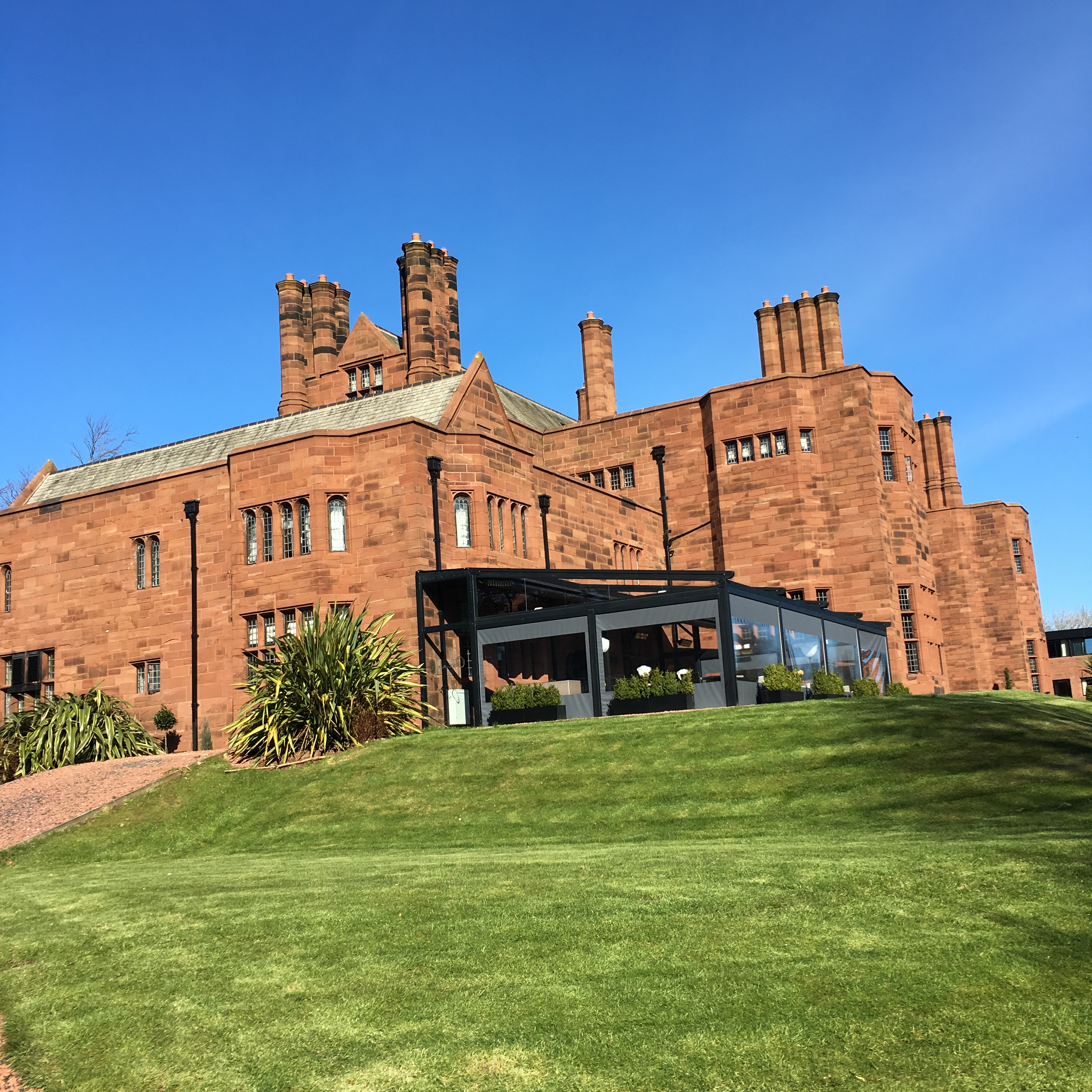
Abbey House, résidence du directeur des usines Vickers, à Barrow-in-Furness.

Conçue par Lutyens sur une vingtaine d'années, New Delhi est choisie pour remplacer Calcutta en tant que siège du gouvernement britannique en Inde en 1912. Lutyens se voit confier l'épure de cette extension sud de Delhi organisée autour de son Capitole, axe est ouest dont il signe les deux extrémités, le palais de la résidence officielle du Vice-roi des Indes, le Rashtrapati Bhavan ainsi que l'arche dite Porte de l'Inde. Le projet terminé en 1929 sera inauguré en 1931.

## Principales œuvres
- Deanery Garden à Sonning (Royaume-Uni) (1901)
- Cénotaphe de Whitehall à Londres (1919-1920)
- Arche du souvenir à Leicester (1919-1925)
- le Rashtrapati Bhavan à New Delhi (1929)
- Mémorial de Thiepval (1928-1932)
- Midland Bank Building à Manchester (1935)
- Cénotaphe de Manchester à St Peter's Square (1924)
- Grevillers British Cemetery , France
- Sainte-Emilie Valley Cemetery, France
- Achiet-le-Grand Communal Cemetery Extension, France
- Douchy-lès-Ayette British Cemetery

Quelques réalisations de cimetières militaires en France

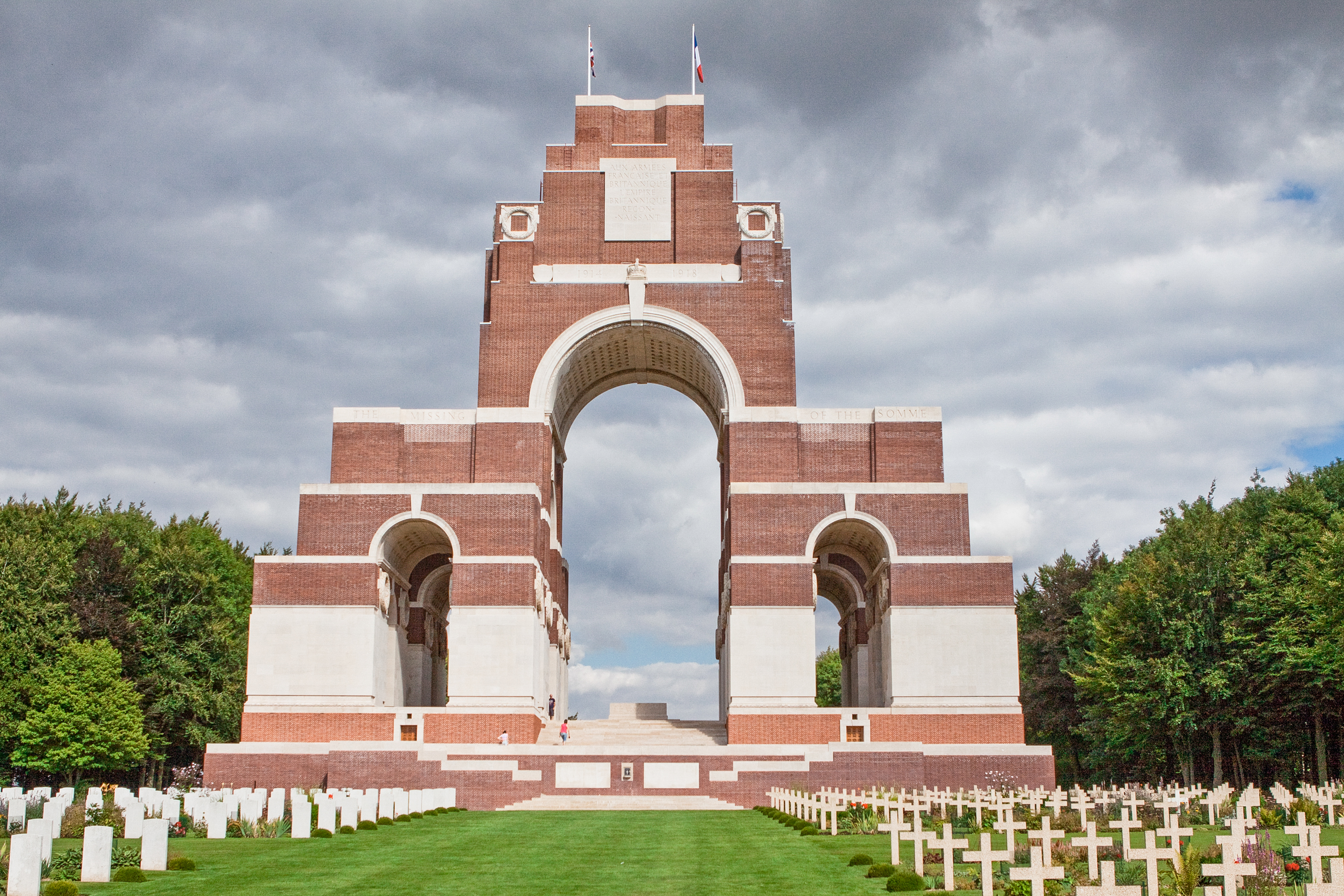
Mémorial de Thiepval.
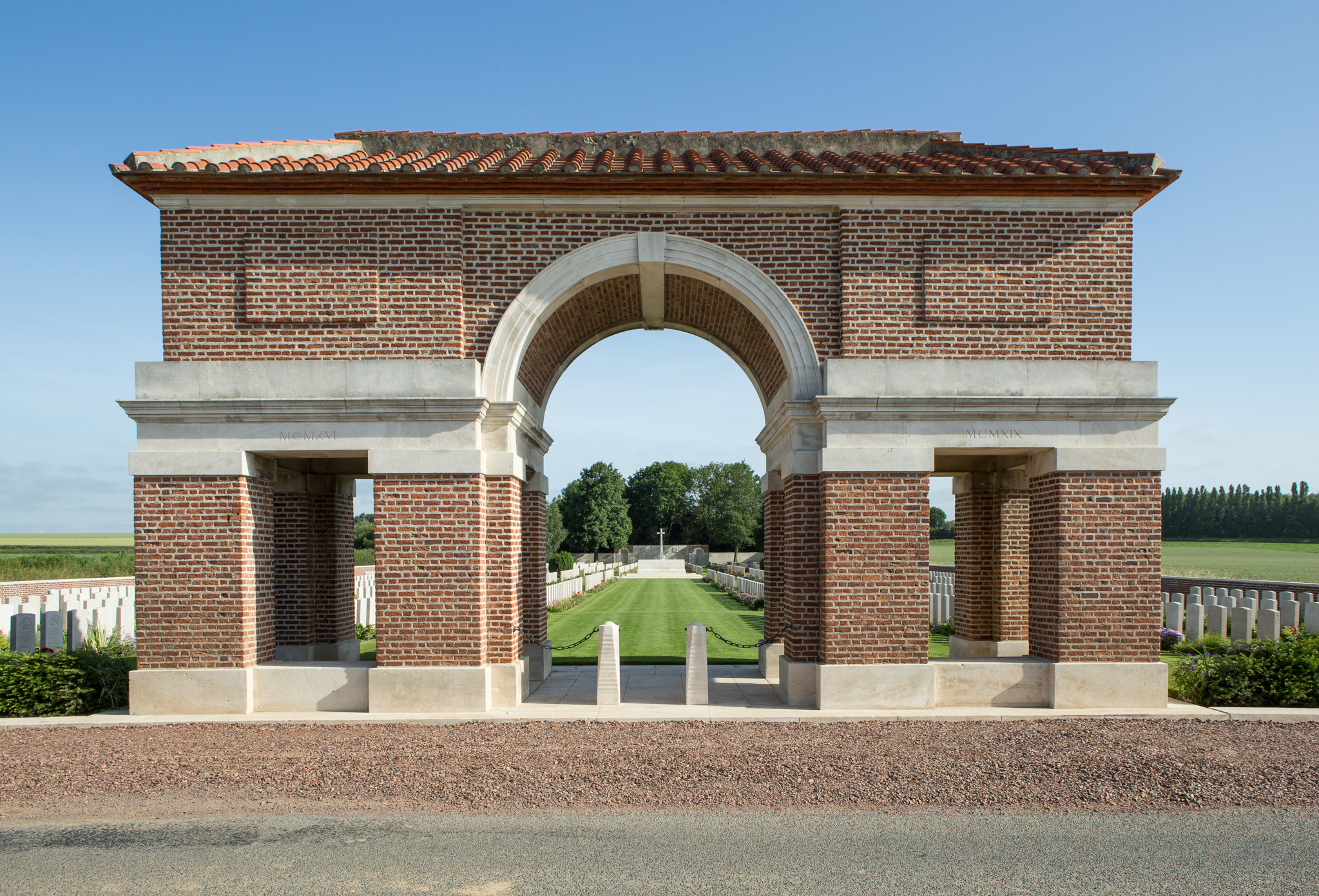
Grevillers British Cemetery.
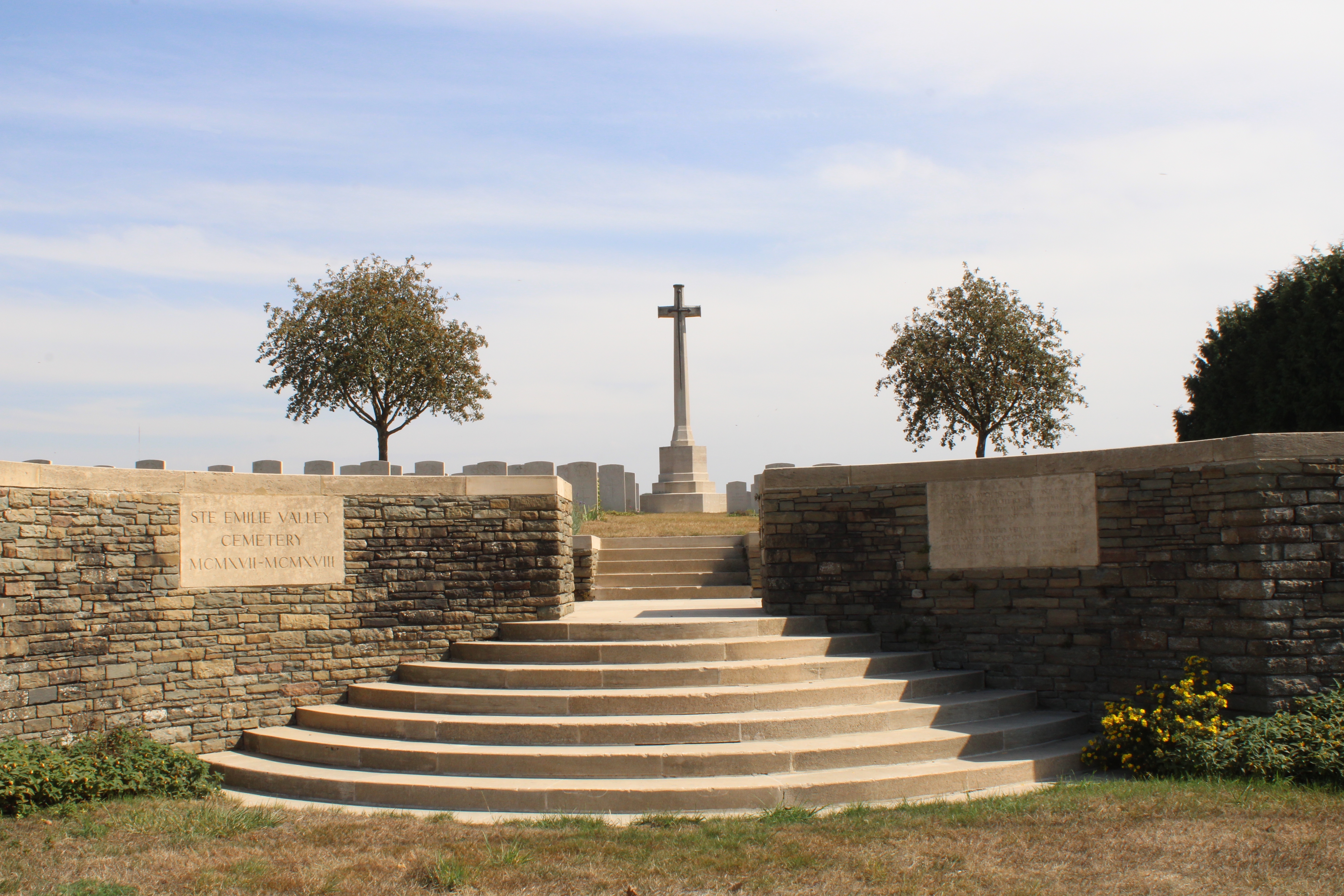
Sainte-Emilie Valley Cemetery.
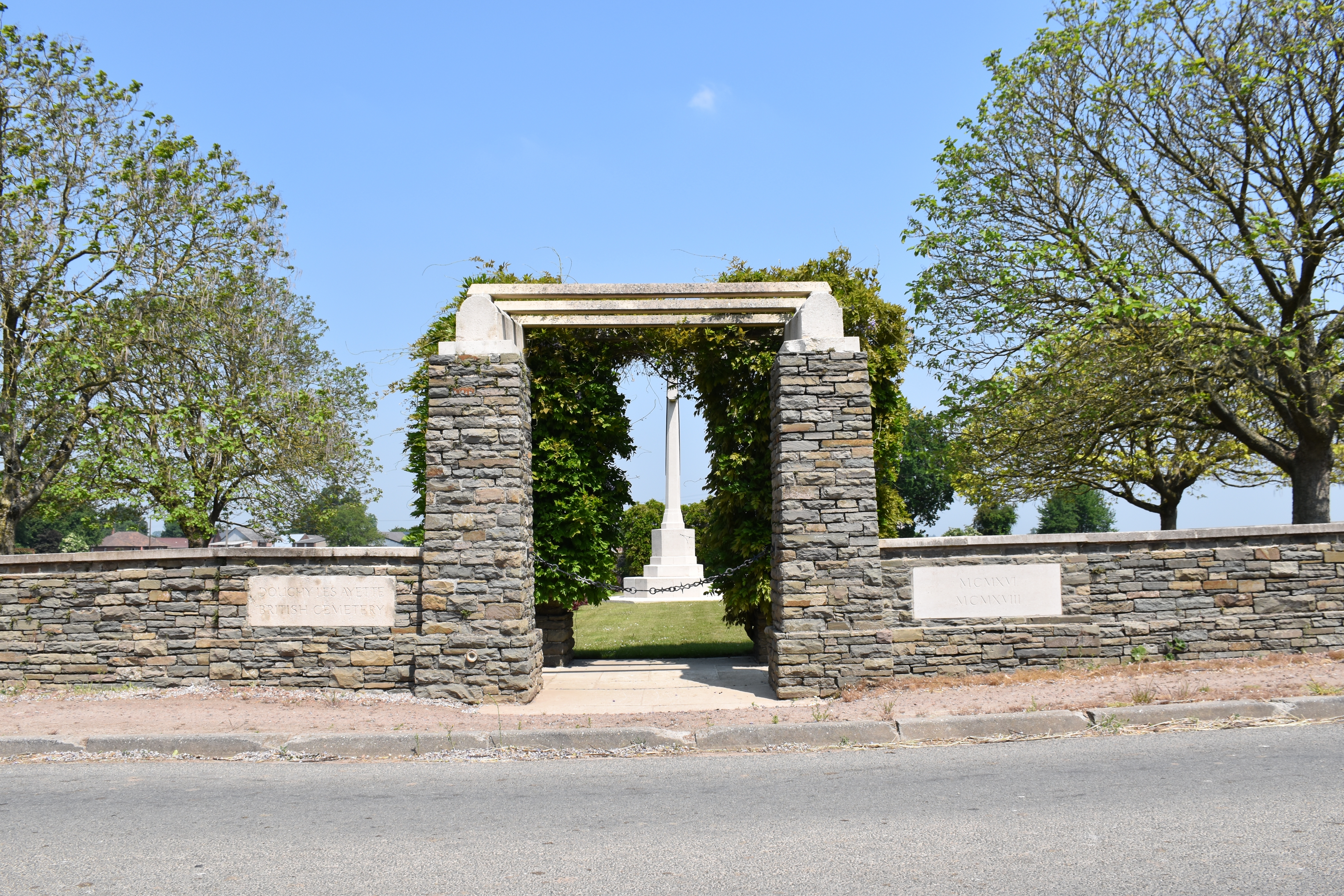
Douchy-lès-Ayette British Cemetery.

## Distinctions et honneurs
- Chevalier (Knight Bachelor - 1918)[6]
- Membre de la Royal Academy (RA - 1921) et président de celle-ci de 1938 à 1944[7]
- Chevalier commandeur de l'ordre de l'Empire des Indes (KCIE - 1924)[8]
- Membre de l'ordre du Mérite britannique (OM)